# Australian Veterinary Journal
Australian Veterinary Journal (AVJ) – międzynarodowe, recenzowane czasopismo naukowe publikujące w dziedzinie nauk weterynaryjnych.
Pismo wydawane jest przez Wiley Publishing Asia na zlecenie Australian Veterinary Association. Ukazuje raz w miesiącu w nakładzie ponad 5 500. Tematyką pismo obejmuje różne działy medycyny weterynaryjnej. Publikuje opisy przypadków, przeglądy, komentarze, recenzje książek, listy i inne artykuły. Wychodzi od ponad 90 lat.
W 2015 impact factor pisma wynosił 1,046. W 2014 zajęło 59. miejsce w rankingu ISI Journal Citation Reports w dziedzinie  weterynarii.